# 茂木弘人
茂木 弘人（もぎ ひろと、1984年3月2日 - ）は、福島県福島市出身の鍼灸師、元サッカー選手。

## 来歴
元々はDFだったが高校1年の秋に当時聖光学院高の監督だった鋤柄昌宏に勧められFWに転向。
2002年にサンフレッチェ広島に入団。同期入団は、須田剛史、佐田聡太郎、西村英樹。
2005年シーズンは開幕から好調を維持し開幕戦にゴールをあげるなど前半で4得点を挙げたが、後半は出場機会がなく、2006年シーズンからは完全移籍でヴィッセル神戸に移籍した。
2007年シーズンは監督に直訴してサイドバックに転向、レギュラーポジションを獲得した。2008年、グアムキャンプ中にアキレス腱断裂の重傷を負い、ほぼ1シーズンを棒に振った。2009年、カイオ・ジュニオール監督（当時）に直訴し、フォワードに再転向。他のフォワードの不振もあり起用されると、4月26日のガンバ大阪戦でプロ初の1試合2得点をあげた。試合後、カイオ監督はインタビューで当初茂木を構想外としていたことを明かしたが、これを撤回した。二度の監督交代後も主軸を務め、チームに貢献した。
2010年は前年復帰したFW大久保嘉人や草津から加入したFW都倉賢などの加入に伴い、再び左サイドバックを任されることが多くなったが、カップ戦ではFWで起用されることもあった。チームはJ2降格の危機に瀕し、第33節引き分けでも降格の可能性のあった清水戦で後半38分に決勝ゴールを決める活躍を見せた。第34節では先制点をアシストしチームの残留に大きく貢献した。
2012年はキャンプでFW挑戦を和田昌裕監督に直訴し、再びFWとサイドバックの両方で起用されている。西野朗の監督就任後は左サイドハーフでも出場した。2014年12月9日、ヴィッセル神戸との契約満了を発表した。
2015年、J1・J2の複数のクラブからオファーを受けるが、「体が動く間に地元でプレーしたい」という思いから地元の福島ユナイテッドFCへ移籍。また、サッカー選手と並行して同年より福島医療専門学校に通い、2018年に鍼灸師の資格を取得した。
2019年1月5日、現役を引退すると発表された。同年1月よりかまた鍼灸整骨院（福島市）で鍼灸師として勤務し、併せて福島ファイヤーボンズへの支援として選手の鍼灸施術を行うと報じられた。

## 所属クラブ
- 松川SSS (福島市立松川小学校)
- 福島市立松陵中学校
- 1999年 - 2001年 聖光学院高等学校
  - 2000年  ベガルタ仙台 (強化指定選手)
- 2002年 - 2005年  サンフレッチェ広島F.C
- 2006年 - 2014年  ヴィッセル神戸
- 2015年 - 2018年  福島ユナイテッドFC

## 個人成績
| 国内大会個人成績 | 国内大会個人成績 | 国内大会個人成績 | 国内大会個人成績 | 国内大会個人成績 | 国内大会個人成績 | 国内大会個人成績 | 国内大会個人成績 | 国内大会個人成績 | 国内大会個人成績 | 国内大会個人成績 | 国内大会個人成績 |
| 年度             | クラブ           | 背番号           | リーグ           | リーグ戦         | リーグ戦         | リーグ杯         | リーグ杯         | オープン杯       | オープン杯       | 期間通算         | 期間通算         |
| 年度             | クラブ           | 背番号           | リーグ           | 出場             | 得点             | 出場             | 得点             | 出場             | 得点             | 出場             | 得点             |
| 日本             | 日本             | 日本             | 日本             | リーグ戦         | リーグ戦         | リーグ杯         | リーグ杯         | 天皇杯           | 天皇杯           | 期間通算         | 期間通算         |
| ---------------- | ---------------- | ---------------- | ---------------- | ---------------- | ---------------- | ---------------- | ---------------- | ---------------- | ---------------- | ---------------- | ---------------- |
| 2002             | 広島             | 26               | J1               | 15               | 2                | 1                | 0                | 3                | 0                | 19               | 2                |
| 2003             | 広島             | 11               | J2               | 23               | 5                | -                | -                | 1                | 0                | 24               | 5                |
| 2004             | 広島             | 11               | J1               | 8                | 1                | 2                | 1                | 0                | 0                | 10               | 2                |
| 2005             | 広島             | 9                | J1               | 12               | 4                | 4                | 0                | 0                | 0                | 16               | 4                |
| 2006             | 神戸             | 11               | J2               | 37               | 0                | -                | -                | 1                | 0                | 38               | 0                |
| 2007             | 神戸             | 11               | J1               | 24               | 1                | 3                | 0                | 1                | 0                | 28               | 1                |
| 2008             | 神戸             | 21               | J1               | 0                | 0                | 0                | 0                | 1                | 0                | 1                | 0                |
| 2009             | 神戸             | 21               | J1               | 31               | 8                | 5                | 0                | 3                | 3                | 39               | 11               |
| 2010             | 神戸             | 21               | J1               | 33               | 2                | 6                | 2                | 2                | 1                | 41               | 5                |
| 2011             | 神戸             | 21               | J1               | 27               | 1                | 2                | 0                | 0                | 0                | 29               | 1                |
| 2012             | 神戸             | 21               | J1               | 21               | 1                | 2                | 0                | 0                | 0                | 23               | 1                |
| 2013             | 神戸             | 21               | J2               | 17               | 0                | -                | -                | 0                | 0                | 17               | 0                |
| 2014             | 神戸             | 21               | J1               | 12               | 0                | 4                | 0                | 1                | 0                | 17               | 0                |
| 2015             | 福島             | 7                | J3               | 25               | 3                | -                | -                | 1                | 0                | 26               | 3                |
| 2016             | 福島             | 7                | J3               | 24               | 2                | -                | -                | 2                | 0                | 26               | 2                |
| 2017             | 福島             | 7                | J3               | 26               | 1                | -                | -                | -                | -                | 26               | 1                |
| 2018             | 福島             | 7                | J3               | 11               | 0                | -                | -                | -                | -                | 11               | 0                |
| 通算             | 日本             | 日本             | J1               | 183              | 20               | 29               | 3                | 11               | 4                | 223              | 27               |
| 通算             | 日本             | 日本             | J2               | 77               | 5                | -                | -                | 2                | 0                | 79               | 5                |
| 通算             | 日本             | 日本             | J3               | 86               | 6                | -                | -                | 3                | 0                | 89               | 6                |
| 総通算           | 総通算           | 総通算           | 総通算           | 346              | 31               | 29               | 3                | 16               | 4                | 391              | 38               |

- 強化指定選手としての公式戦出場は無し

その他の公式戦
- 2006年
  - J1・J2入れ替え戦 2試合0得点

出場歴
- Jリーグ初出場: 2002年4月13日 - J1 1stステージ第6節 横浜F・マリノス戦（広島ビッグアーチ）
  - 89分、森崎和幸に代わって出場
- Jリーグ初得点: 2002年9月14日 - J1 2ndステージ第3節 FC東京戦（広島ビッグアーチ）
  - 先発出場、23分ゴール、101分に沢田謙太郎と途中交代

## 代表歴
- U-16、U-17日本代表（2000年-2001年）
  - 2000年 AFC U-17選手権
  - 2001年 FIFA U-17世界選手権
- U-18、U-19、U-20日本代表（2001年-2003年）
  - 2002年 AFCユース選手権
  - 2003年 FIFAワールドユース選手権
- U-21日本代表（2005年）